# Буенек
Бу̀енек (боѐнец, буя̀нец) е название на българско народно моминско несключено хоро на песен, а също и на момински пролетен обичай, спазван в Източна България, отчасти и в Бесарабия и в северната част на Македония. Буенек наричат и водачката на хорото, и основното обредно лице в обичая. Обичаят има женитбена насоченост, свързва се и със здраве и плодородие. Изпълнява се седмица преди Великден.

## Описание
Името му идва от характера на изпълнявания танц, който е буен танц, бързо трополящо хоро. Тъй като обредът се изпълнява по време на Великия пост, хорото никога не е затворено в кръг. Играе се на песен.
Обичаят е свързан с характерните предрешавания и се играе през постите, но в повечето случаи на Лазаровден и Цветница. Основните обредни лица са две: боенец и булка (Лазар и Лазарица в Тетовско и Дебърско).
Момите избират помежду си водачката, наречена буенек. Облечена е с празничен костюм, състоящ се от мъжка риза, препасана с кован колан и пафти, а на кръста са окачени разноцветни кърпи. На гърдите ѝ са кръстосани два или три чифта пафти, закрити от многобройни нанизи стари монети. Косите ѝ са разпуснати, на главата има калпак, украсен с булчински накити (или нещо друго – разноцветни панделки или парцалчета и синчани китки, според местната традиция, която определя и други особености: бяла пола, силно набрана в кръста, дълга до коленете и пр.). В дясната ръка държи дървена сабя, брадва или върбѝя (върбова пръчка с окачена на нея кърпа), а в лявата – кърпа.
Заедно с буенека върви и булка. Нейната роля се изпълнява от момиче на 8 – 10-годишна възраст, чиито родители трябва да са живи. Облечена е с булчински дрехи, а главата ѝ е забулена с червена кърпа. Двете обредни лица се схващат като младоженец и невеста.
Останалите моми пеят, разположени в 2 редици, с лице една срещу друга, а между тях играят двете основни лица (в някои варианти на играта се появяват два буенека без булка). В песните често се споменава митичният персонаж змей, който отвлича мома. Поверието е, че момите, които са участвали в буенек, няма да бъдат залюбени или грабнати от змей.
Заедно с цялата моминска група посещават всяка къща в селото. При изпълнение на ритуала буенекът върти сабя, секира или пръчка над главата на булката в съпровод от момите песнопойки. Булката слага кърпата на рамото на стопанката, която завързва в нея пари и ги дарува с яйца и брашно. Според това дали в къщата живее ерген, мома или булка, се пее съответна песен. За да се разгадае дали годината ще е плодородна, стопанката изнася сито от дома си и го търкулва.
След обяд всички групи се събират на мегдана, а момите, изпълняващи ролята на буенек, се надиграват. След това се избира най-добре играещият буенек. Спечелилата мома се обявява за кумица и всички ѝ целуват ръка.

## Галерия
- Изпълнение на обичая буенек, буенец. Източник: ДА „Архиви“